# Нова Роля
Нова Роля (пол. Nowa Rola, нім. Niewerle) — село в Польщі, у гміні Туплиці Жарського повіту Любуського воєводства.
Населення — 127 осіб (2011).
У 1975-1998 роках село належало до Зеленогурського воєводства.

## Демографія
Демографічна структура станом на 31 березня 2011 року:
|          | Загалом | Допрацездатний вік | Працездатний вік | Постпрацездатний вік |
| -------- | ------- | ------------------ | ---------------- | -------------------- |
| Чоловіки | 65      | 9                  | 48               | 8                    |
| Жінки    | 62      | 11                 | 36               | 15                   |
| Разом    | 127     | 20                 | 84               | 23                   |